# Província de Sucumbíos
Sucumbíos és una de les 22 províncies de l'Equador, situada a la part més septentrional de l'Amazonia equatoriana. La seva capital és Nueva Loja (també anomenada Lago Agrio), té uns 150.000 habitants i una superfície de 18.000 km².
La majoria del territori està format per selva primària, amenaçada en alguns punts per les explotacions petrolieres. A la part occidental es troben les primeres altures que pugen cap a la serralada oriental dels Andes, en especial el volcà Reventador. Dins d'aquesta província es troba la important Reserva de Producción Faunística Cuyabeno, àrea protegida d'una gran biodiversitat.
La província consta de set cantons (la localitat principal entre parèntesis):
- Cascales (El Dorado de Cascales)
- Cuyabeno (Tarapoa)
- Gonzalo Pizarro (Lumbaqui)
- Lago Agrio (Nueva Loja)
- Putumayo (Puerto El Carmen)
- Shushufindi (Shushufindi)
- Sucumbíos (La Bonita)